# Mitsubishi Mizushima

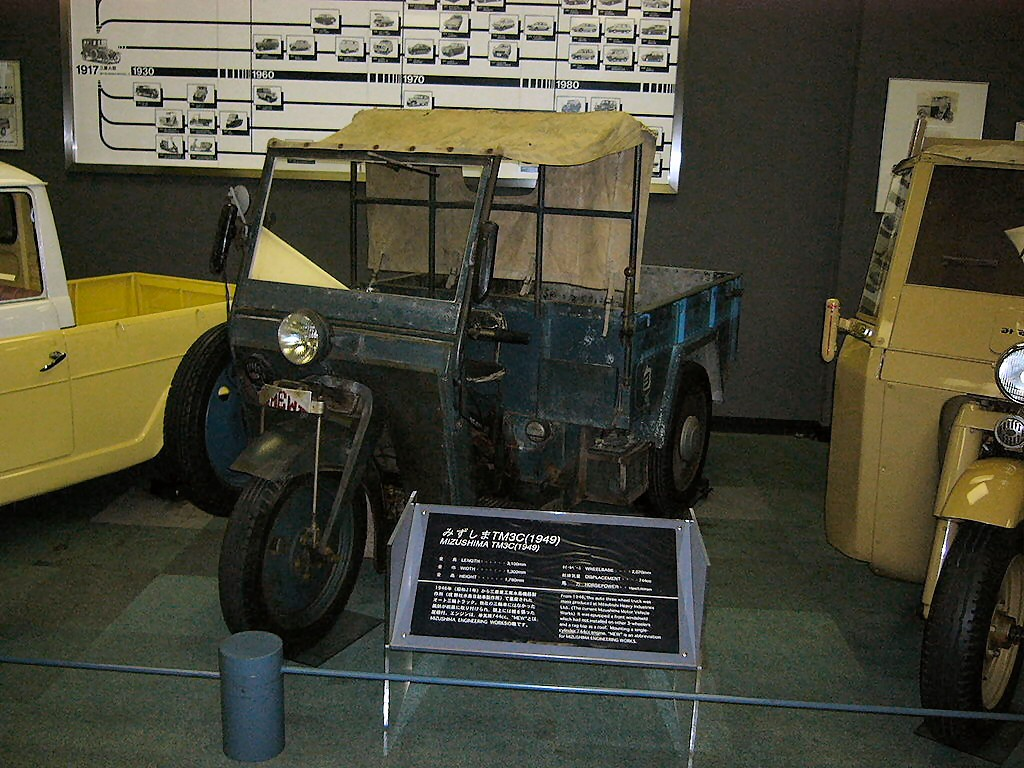
Mitsubishi Mizushima TM3C 1949

Der Mitsubishi Mizushima (jap. 三菱・みずしま) ist eine Reihe von dreirädrigen Lieferwagen, den Mitsubishi Heavy Industries zwischen 1946 und 1962 produzierte. Die Konstruktion war mechanisch einfach aufgebaut, dafür aber robust gehalten um etwa 400 kg Nutzlast transportieren zu können. Es gab ein klappbares Verdeck hinter der 2-Sitzigen-Bank das bis zur Windschutzscheibe reichte. Zusammen mit dem Mitsubishi Silver Pigeon war das Modell Mitsubishis Beitrag zur rasch wachsenden Fahrzeugnachfrage in der japanischen Nachkriegszeit.

## Fahrzeughistorie
Im Laufe der Jahre wurden größere Nutzlasten und andere Karosserievarianten angeboten. So war das 1948 eingeführte TM3D-Modell mit einem Hardtop über der Passagierkabine als Reaktion auf Anforderungen der Kunden eingeführt worden und es gab auch Modelle mit einem geschlossenen Kastenaufbau.
1955 wurde die Serie zum Mitsubishi Pickup-Go, das in einer speziellen Version bis zu zwei Tonnen Nutzlast transportieren konnte.

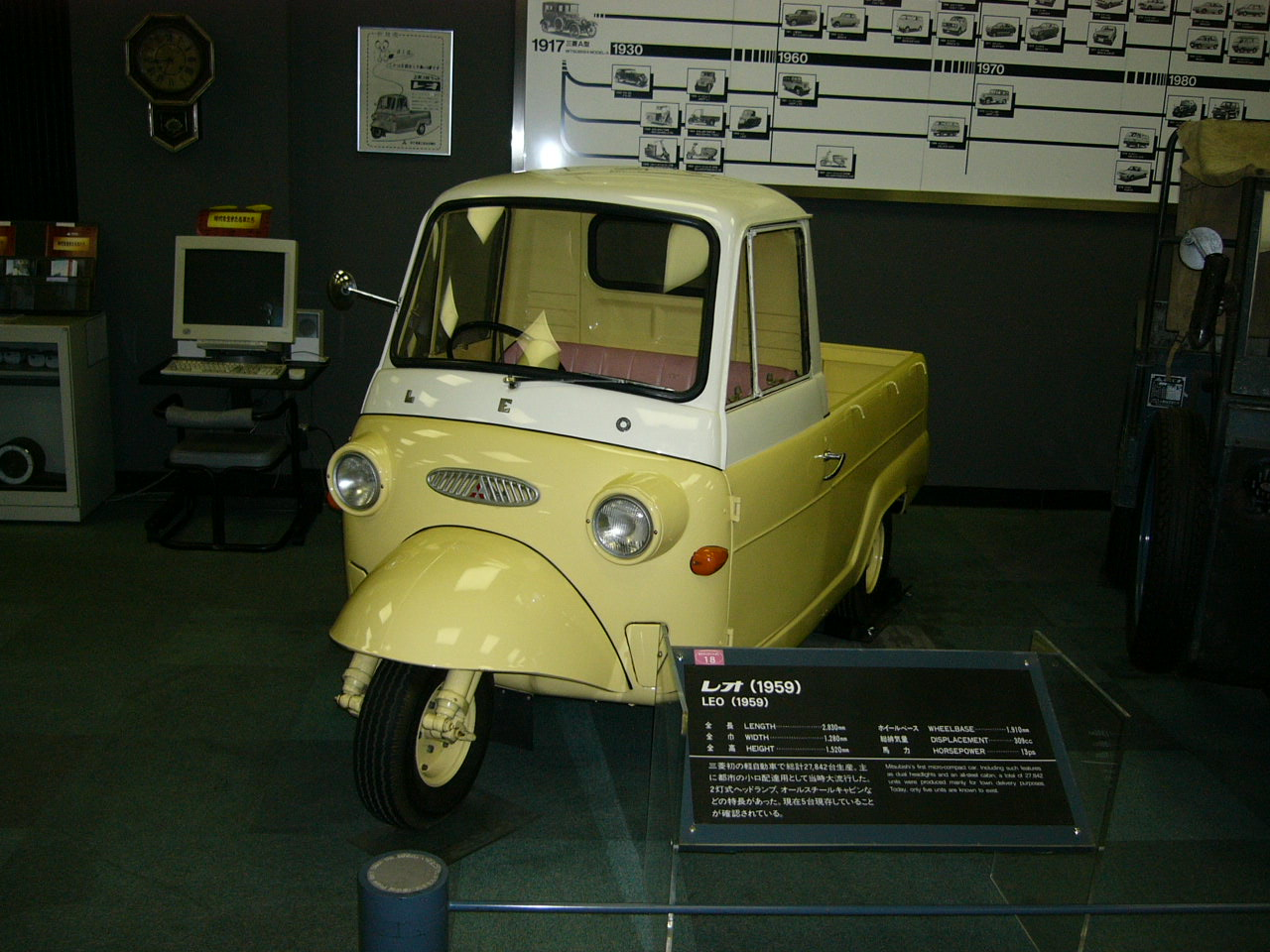
Mitsubishi Leo

Der 1959 eingeführte Mitsubishi Leo der stark vom Mizushima beeinflusst war, war ein Übergangsmodell zwischen dem ersten Nachkriegs-Fahrzeug und dem Mitsubishi Minica, der die Zukunft des Unternehmens in den 1960er Jahren bedeutete und 1970 im Mitsubishi Motors mündete.
Der Leo verwendete einen 309 cm³ luftgekühlten Einzylinder-Motor (ME20) und mit 12,5 PS bei 4.500 Umdrehungen pro Minute. Die Nutzlast betrug 300 kg und die Höchstgeschwindigkeit 65 km/h. Insgesamt wurden rund 90.000 Exemplare der Serie produziert, bevor sie 1962 vom Mitsubishi Minicab abgelöst wurde.